# 에밀 음밤바
에밀 베르트랑 음밤바(프랑스어: Émile Bertrand Mbamba 1982년 10월 27일~)는 카메룬의 전 축구 선수로, 현역 시절 포지션은 공격수였다.
K리그 2008 시즌에 대구 FC 소속으로 활약한 바 있으며, 당시 등록명은 음벰바였다.